# Libanios
Libanios (în greacă Λιβάνιος, transliterat: Libanios; n. ca. 314 – d. ca. 394) a fost un sofist și retor elin.
Opera sa, compusă din scrieri retorice exemplare (Progymnmasmata), discursuri despre împărați, împotriva dușmanilor sau cu diferite alte subiecte, scrierea despre viața lui Demostene, ca și impunătoarea corespondență (1605 scrisori) - monument al antichității - a constituit un model de formă artistică și de eleganță oratorică.
Împăratul Iulian Apostatul i-a fost elev.